# Dieter Schlegel
Dieter K. Schlegel (* 13. Oktober 1924 in Dresden; † 10. April 2013) war ein deutscher Kieferchirurg und Hochschullehrer.

## Werdegang
Er approbierte 1950 als Zahnarzt in Greifswald, 1954 als Arzt in Berlin. Nach der Assistenzzeit an der Charité ab 1958 Facharzt für Mund-, Kiefer-, Gesichtschirurgie in Kiel. Nach Habilitation 1964 an der Medizinischen Fakultät der Universität München war er dort Privatdozent. 1970 wurde er zum außerplanmäßigen Professor an der Zahnmedizinischen Klinik der Universität München und zum Leitenden Oberarzt ernannt. 1971 wechselte er als Ordinarius an die Medizinische Hochschule Hannover. 1977 kehrte er als Ordinarius und Direktor der Klinik und Poliklinik für Kieferchirurgie an die Universität München zurück.
Er war Gründer, Gründungsvorsitzender und Ehrenvorsitzender des Vereins zur Förderung der wissenschaftlichen Zahnheilkunde in Bayern.

## Fortbildungstätigkeit
Im Rahmen seiner Tätigkeit für die Bayerische Landeszahnärztekammer (BLZK) war er in folgenden Bereichen tätig:
- 1985 bis 2003 Vorsitzender der Kommission Gleichwertigkeitstest.
- 1984 bis 2010  Kommission der Prüfung für Oralchirurgie
- 1969 bis 1998 Fortbildungsreferent
- 1980 bis 1998 Leiter der Bayerischen Akademie für zahnärztliche Fortbildung
- 1970 bis 2004 Leiter des wissenschaftlichen Programms des Bayerischen Zahnärztetages.[2]

## Standespolitische Tätigkeit
- 1978 bis 1998 Vorstandsmitglied der BLZK
- 1978 bis 2006 Delegierter zur Bundesversammlung der Bundeszahnärztekammer (BZÄK)
- 1978 bis 2012 Delegierter der BLZK.[2]

## Ehrungen
- Verdienstkreuz am Bande der Bundesrepublik Deutschland
- Verdienstkreuz 1. Klasse der Bundesrepublik Deutschland (1987)
- Ehrendoktor der Universitäten Budapest, Thessaloniki und Chiang Mai
- Goldenes Ehrenzeichen der Bundeszahnärztekammer
- Ehrenzeichen der Bayerischen Landeszahnärztekammer[3]